# Тейма (округ)
Те́йма (англ. Tama County) — округ в США, штате Айова. На 2000 год численность населения составляла 18 103 человек. По оценке бюро переписи населения США в 2009 году население округа составляло 17 377 человек. Окружным центром является город Толидо.

## История
Округ Тейма был сформирован 17 февраля 1843 года.

## География
Согласно данным Бюро переписи населения США площадь округа Тейма составляет 1868 км².

### Основные шоссе
- Шоссе 30
- Шоссе 63
- Автострада 8
- Автострада 21
- Автострада 96
- Автострада 146

### Соседние округа
- Гранди  (северо-запад)
- Блэк-Хок  (северо-восток)
- Бентон  (восток)
- Пауэшик  (юг)
- Маршалл  (запад)
- Айова  (юго-восток)

## Климат
По данным представленным Национальной метеорологической службой США в округе Тейма преобладает влажный континентальный климат с жарким летом, который согласно классификации климатов Кёппена, сокращённо обозначается на климатических картах аббревиатурой «Dfa».

## Демография
По данным переписи населения 2000 года в округе проживало 18 103 жителей. Среди них 26,3 % составляли дети до 18 лет, 18,4 % люди возрастом более 65 лет. 50,1 % населения составляли женщины.
Национальный состав был следующим: 90,4 % белых, 0,7 % афроамериканцев, 7,3 % представителей коренных народов, 0,2 % азиатов, 6,1 % латиноамериканцев. 1,4 % населения являлись представителями двух или более рас.
Средний доход на душу населения в округе составлял $17097. 10,7 % населения имело доход ниже прожиточного минимума. Средний доход на домохозяйство составлял $47298.
Также 84,2 % взрослого населения имело законченное среднее образование, а 12,9 % имело высшее образование.